# Dobostorta

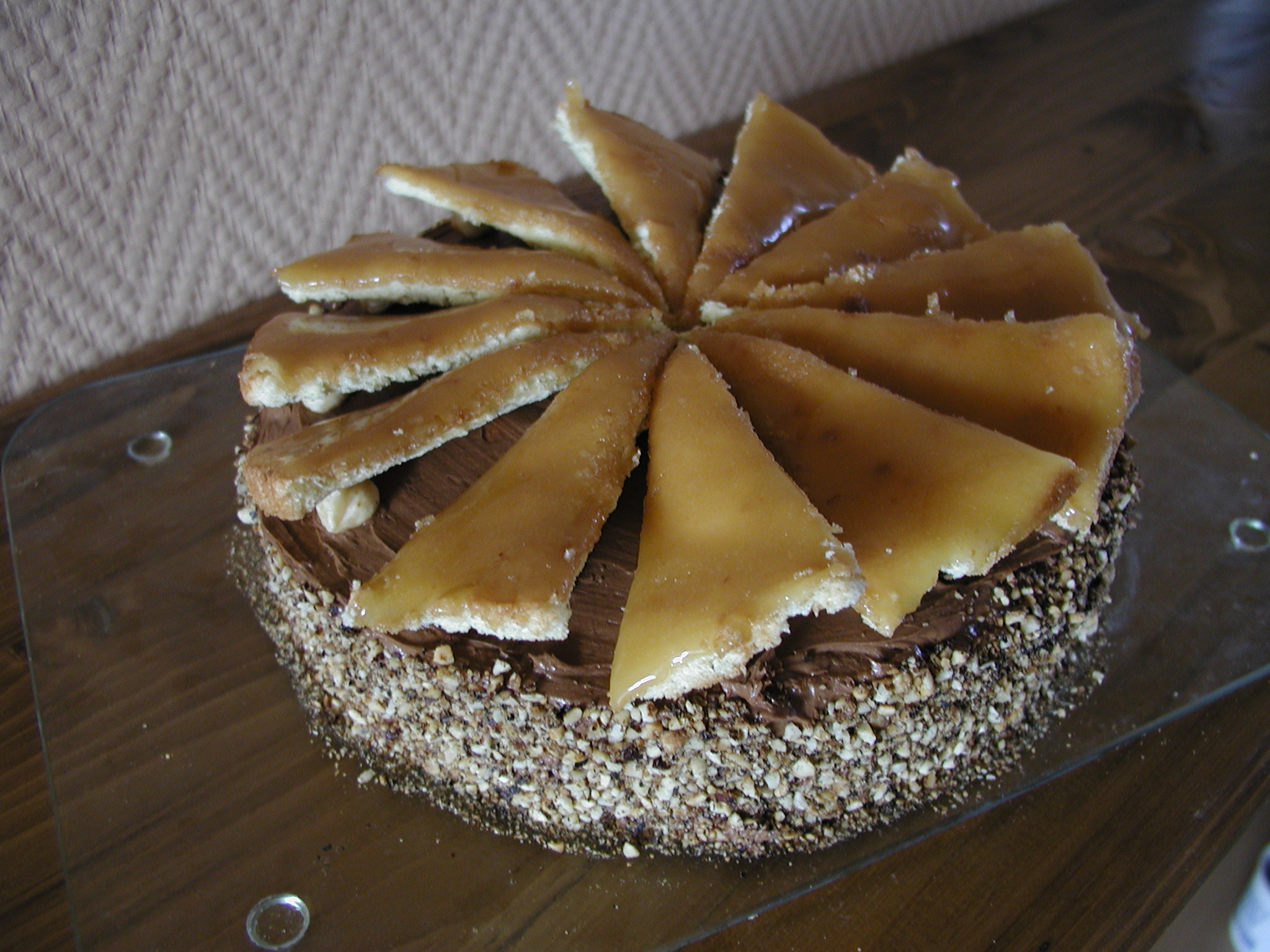
Házi készítésű dobostorta

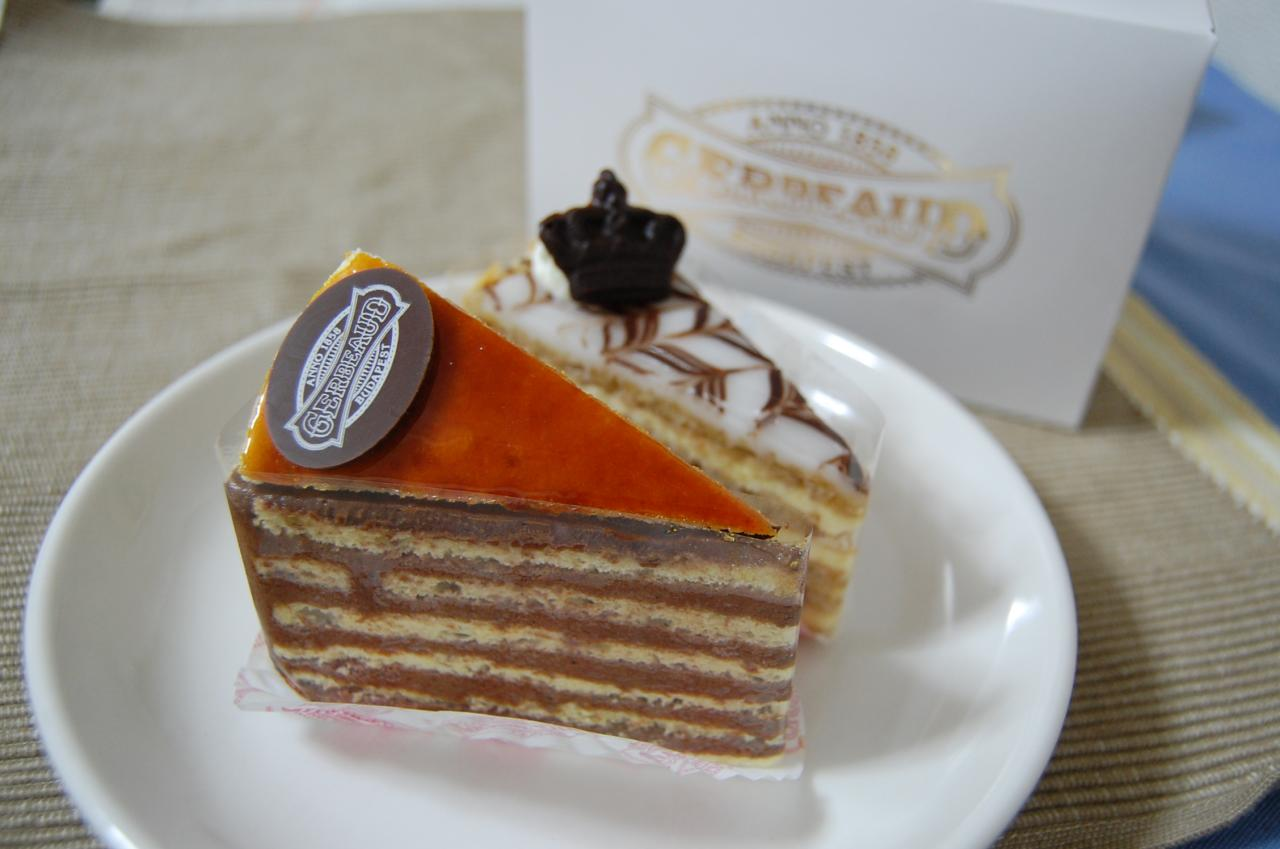
Dobostorta szelete a Gerbeaud cukrászdában

A dobostorta megalkotója Dobos C. József (1847–1924) híres pesti cukrászmester volt. Amikor 1884-ben elkészítette a róla elnevezett édességet, célja az volt, hogy olyan tortát készítsen, amely a kor kissé elmaradott hűtési technikái mellett is hosszú ideig fogyasztható és élvezhető marad.

## Története
A tortát 1884-ben alkotta meg, és első alkalommal 1885-ben, az első Budapesti Országos Általános Kiállításon mutatta be a nagyközönségnek. Kóstolói között ott volt Erzsébet királyné és I. Ferenc József is. A Dobos-torta Európa-szerte ismertté vált. Más volt, mint az addig megszokott torták. Kitűnt közülük egyszerű eleganciájával, hiszen akkoriban az emeletes, felcicomázott torták voltak a megszokottak. Másik titka a vajkrém volt, amelyet akkoriban még nem ismertek, a torták főzött krémekkel, tejszínhabbal készültek. Mind a csokoládés vajkrém, mind a tészta masszája Dobos találmánya volt. A hagyomány szerint az édes vajkrémre a vajat köpülő fiú tévedése vezette rá, aki só helyett cukrot tett a köpülő edénybe. A cukrászmester az „elrontott” vajból alkotta meg híres művét.
Dobos C. József egész Európát beutazta, hogy megismertesse a nagyközönséggel művét. Nyomában a cukrászok sikertelenül próbálták megfejteni a torta összeállításának titkát, hiszen a receptet féltve őrizte. A „Dobos-tortát” társzekereken, sózott jég között szállították műhelyéből Nyugat-Európa városaiba. 1906-ban, amikor visszavonult, átadta az eredeti receptet a Fővárosi Cukrász és Mézeskalácsos Ipartestületnek, azzal a feltétellel, hogy bármelyik ipartestületi tag azt szabadon felhasználhatja.
Ma az egész világon ismerik a Dobostortát, s receptjének több mint 100 variációja ismert.
2017-ben Magyarországon miniszteri rendeletben határozták meg a híres torta összetételét és alakját: „kör alakú torta, amelyben öt Doboslap között Doboskrém található. A Doboslap és a Doboskrém közel egyenlő vastagságú. A Dobostorta tetejét az aranybarnára karamellizált cukorral készített Dobostető alkotja.”

### Az eredeti recept
1 db. 22 cm átmérőjű tortához kell 6 db piskótalap. Receptje: 6 tojássárgáját jól kikeverünk 3 lat (5 dkg) porcukorral, 6 db tojásfehérjét felverünk habnak, jó keményre, 3 lat (5 dkg) porcukorral, utána összekeverjük a kikevert sárgáját, 6 lat (10 dkg) liszttel és 2 lat (3 és fél dkg) olvasztott vajjal. Egy tortához szükséges krém összeállítása: 4 db egész tojás, 12 lat porcukor (20 dkg) 14 lat (23 és fél dkg) teavaj, 2 lat szilárd kakaómassza (3 és fél dkg), 1 lat vanílliás cukor (1,7 dkg) 2 lat kakaóvaj (3 és fél dkg), 1 tábla csokoládé (20 dkg). A fenti 4 tojást, 12 lat porcukrot gázon felverünk és ha meleg, addig keverjük a gázról levéve, amíg ki nem hűl. 14 lat vajat jól kikeverünk, 1 lat vanílliás cukrot teszünk bele, 2 lat olvasztott kakaóval és 2 lat olvasztott kakaóvajjal összekeverjük, a 12 lat felmelegített puha állapotában levő táblacsokoládét is. Ezután a hideg tojásos masszával összeöntjük és jó átkeverés után 5 lapot összetöltünk, a hatodikat áthúzzuk  dobos cukorral és 20 részre vágjuk.